# Copa Libertadores Sub-20 de 2011
La Copa Libertadores Sub-20 de 2011 fue la primera edición de este torneo internacional oficial organizado por la FPF  en la categoría Sub-20. Tuvo como sede a la ciudad de Lima (Perú), y participaron equipos provenientes de once países: Argentina, Bolivia, Brasil, Chile, Colombia, Ecuador, México, Paraguay, Perú, Uruguay y Venezuela.
El torneo se desarrolló entre el 10 y el 26 de junio de 2011 bajo el auspicio de la empresa Movistar y con la colaboración de la Federación Peruana de Fútbol que fue designada por la Conmebol como Comité Organizador Local. En el certamen, participaron equipos provenientes de cada una de las diez asociaciones que integran la Conmebol, a excepción de Perú, federación que tuvo dos representantes por su condición de país anfitrión. Asimismo, participó el Club América de México en calidad de invitado.
En esta primera edición se otorgaron 180 000 dólares en premios. La mascota elegida fue "Inki", figura que representaba un inca sobre un balón, en rememoración al imperio incaico, antigua civilización del Perú.

## Esquema de la competición
El torneo se dividió en cuatro etapas: fase de grupos, cuartos de final, semifinal y final. Los doce equipos participantes se dividieron en tres grupos y clasificaron a la siguiente etapa los dos primeros de cada uno más los dos mejores terceros. En las instancias de eliminación directa, los encuentros que concluyeron igualados tras los 90 minutos de juego se definieron por penales.

## Sedes
La Copa Libertadores Sub-20 se desarrolló íntegramente en la ciudad capital de Perú, Lima, la acción de la competición se dividió en dos estadios. El estadio principal y sede de la final fue el Monumental del Club Universitario, el otro estadio fue el Estadio Alejandro Villanueva, propiedad de Alianza Lima.
| Perú               |                              |
| Lima               |                              |
| Estadio Monumental | Estadio Alejandro Villanueva |
| Capacidad: 80.093  | Capacidad: 33.938            |
| Estadio Monumental | Estadio Alejandro Villanueva |

## Equipos participantes
| País             | Equipo                     | Vía de clasificación                      |
| ---------------- | -------------------------- | ----------------------------------------- |
| Argentina 1 cupo | Boca Juniors               | Invitado (Equipo Sub-20)                  |
| Bolivia 1 cupo   | Jorge Wilstermann          | Ganador del Torneo Clasificatorio Sub-20  |
| Brasil 1 cupo    | Flamengo                   | Campeón de la Copa São Paulo Sub-18       |
| Chile 1 cupo     | Universidad Católica       | Campeón Nacional Fútbol Joven ANFP Sub-18 |
| Colombia 1 cupo  | Millonarios                | Campeón del Torneo Sub-19 2010            |
| Ecuador 1 cupo   | Independiente del Valle    | Campeón del Torneo Sub-18 "A"             |
| México 1 cupo    | América                    | Campeón del Torneo Apertura Sub-20        |
| Paraguay 1 cupo  | Libertad                   | Campeón Nacional Sub-20                   |
| Perú 2 cupos     | Universitario Alianza Lima | Invitado por la FPF Invitado por la FPF   |
| Uruguay 1 cupo   | Nacional                   | Campeón Anual Sub-19                      |
| Venezuela 1 cupo | Caracas                    | Campeón de la Serie Nacional Sub-20       |

## Primera fase
- Los horarios corresponden a la hora del Perú (UTC-5)

### Grupo A
| Equipo            | Pts | PJ | PG | PE | PP | GF | GC | DG |
| ----------------- | --- | -- | -- | -- | -- | -- | -- | -- |
| Nacional          | 7   | 3  | 2  | 1  | 0  | 4  | 1  | +3 |
| Universitario     | 4   | 3  | 1  | 1  | 1  | 2  | 4  | –2 |
| Libertad          | 3   | 3  | 1  | 0  | 2  | 4  | 3  | +1 |
| Jorge Wilstermann | 3   | 3  | 1  | 0  | 2  | 2  | 4  | –2 |

| 10 de junio de 2011, 18:00 | Nacional   | 1:0 (1:0) | Libertad | Estadio Monumental, Lima                 |                                          |
|                            | Romero 15' |           |          | Árbitro(s): Patricio Loustau (Argentina) | Árbitro(s): Patricio Loustau (Argentina) |

| 10 de junio de 2011, 20:10 | Universitario | 1:0 (0:0) | Jorge Wilstermann | Estadio Monumental, Lima           |                                    |
|                            | Polo 57'      |           |                   | Árbitro(s): Patricio Polic (Chile) | Árbitro(s): Patricio Polic (Chile) |

| 13 de junio de 2011, 18:00 | Jorge Wilstermann | 1:3 (0:1) | Nacional                                      | Estadio Monumental, Lima            |                                     |
|                            | Taboada 75'       |           | 39' Bueno · 49' (pen.) Marchelli · 53' Romero | Árbitro(s): Leandro Vuaden (Brasil) | Árbitro(s): Leandro Vuaden (Brasil) |

| 13 de junio de 2011, 20:10 | Universitario | 1:4 (1:1) | Libertad                           | Estadio Monumental, Lima               |                                        |
|                            | Polo 28'      |           | 15' 62' Caballero · 78' 90+2' Ruiz | Árbitro(s): Alfredo Intriago (Ecuador) | Árbitro(s): Alfredo Intriago (Ecuador) |

| 16 de junio de 2011, 18:00 | Jorge Wilstermann | 1:0 (0:0) | Libertad | Estadio Monumental, Lima           |                                    |
|                            | Ríos 80'          |           |          | Árbitro(s): Patricio Polic (Chile) | Árbitro(s): Patricio Polic (Chile) |

| 16 de junio de 2011, 20:10 | Universitario | 0:0 | Nacional | Estadio Monumental, Lima            |  |
|                            |               |     |          | Árbitro(s): Leandro Vuaden (Brasil) |  |

### Grupo B
| Equipo               | Pts | PJ | PG | PE | PP | GF | GC | DG |
| -------------------- | --- | -- | -- | -- | -- | -- | -- | -- |
| Boca Juniors         | 7   | 3  | 2  | 1  | 0  | 7  | 2  | +5 |
| Alianza Lima         | 6   | 3  | 2  | 0  | 1  | 7  | 5  | +2 |
| Universidad Católica | 3   | 3  | 1  | 0  | 2  | 4  | 8  | –4 |
| Caracas              | 1   | 3  | 0  | 1  | 2  | 2  | 5  | –3 |

| 11 de junio de 2011, 16:00 | Boca Juniors                   | 3:1 (2:0) | Universidad Católica | Estadio Alejandro Villanueva, Lima     |                                        |
|                            | Unrein 1' 47' · Echeverría 21' |           | 81' Manzano          | Árbitro(s): Alfredo Intriago (Ecuador) | Árbitro(s): Alfredo Intriago (Ecuador) |

| 11 de junio de 2011, 18:10 | Alianza Lima                   | 2:1 (0:0) | Caracas      | Estadio Alejandro Villanueva, Lima  |                                     |
|                            | Hurtado 54' (pen.) · Bazán 90' |           | 69' Martínez | Árbitro(s): Leandro Vuaden (Brasil) | Árbitro(s): Leandro Vuaden (Brasil) |

| 14 de junio de 2011, 18:00 | Boca Juniors | 0:0 | Caracas | Estadio Alejandro Villanueva, Lima |  |
|                            |              |     |         | Árbitro(s): Patricio Polic (Chile) |  |

| 14 de junio de 2011, 20:10 | Alianza Lima                            | 4:0 (2:0) | Universidad Católica | Estadio Alejandro Villanueva, Lima       |                                          |
|                            | Hurtado 24' · Soto 44' 62' · Ascues 54' |           |                      | Árbitro(s): Patricio Loustau (Argentina) | Árbitro(s): Patricio Loustau (Argentina) |

| 17 de junio de 2011, 18:00 | Universidad Católica                 | 3:1 (1:0) | Caracas   | Estadio Alejandro Villanueva, Lima |                                 |
|                            | Villalobos 40' · Peña 65' 81' (pen.) |           | 55' Terán | Árbitro(s): Manuel Garay (Perú)    | Árbitro(s): Manuel Garay (Perú) |

| 17 de junio de 2011, 20:10 | Alianza Lima | 1:4 (0:1) | Boca Juniors                                         | Estadio Alejandro Villanueva, Lima     |                                        |
|                            | Trujillo 77' |           | 36' Orfano · 67' Fragapane · 84' Flores · 86' Imbert | Árbitro(s): Alfredo Intriago (Ecuador) | Árbitro(s): Alfredo Intriago (Ecuador) |

### Grupo C
| Equipo                  | Pts | PJ | PG | PE | PP | GF | GC | DG |
| ----------------------- | --- | -- | -- | -- | -- | -- | -- | -- |
| Flamengo                | 5   | 3  | 1  | 2  | 0  | 4  | 2  | +2 |
| Independiente del Valle | 4   | 3  | 1  | 1  | 1  | 4  | 4  | 0  |
| América                 | 4   | 3  | 1  | 1  | 1  | 4  | 5  | –1 |
| Millonarios             | 2   | 3  | 0  | 2  | 1  | 2  | 3  | –1 |

| 12 de junio de 2011, 16:00 | América                     | 2:2 (1:1) | Millonarios     | Estadio Alejandro Villanueva, Lima |                                 |
|                            | Olascoaga 13' · Jiménez 51' |           | 26' 73' Alarcón | Árbitro(s): Manuel Garay (Perú)    | Árbitro(s): Manuel Garay (Perú) |

| 12 de junio de 2011, 18:10 | Flamengo                | 2:2 (1:0) | Independiente del Valle     | Estadio Alejandro Villanueva, Lima |                                   |
|                            | Nixon 12' · Rafinha 51' |           | 62' Asprilla · 77' Quiñónez | Árbitro(s): Henry Gambetta (Perú)  | Árbitro(s): Henry Gambetta (Perú) |

| 15 de junio de 2011, 18:00 | Flamengo | 0:0 | Millonarios | Estadio Monumental, Lima              |  |
|                            |          |     |             | Árbitro(s): Víctor Hugo Rivera (Perú) |  |

| 15 de junio de 2011, 20:10 | América                        | 2:1 (1:0) | Independiente del Valle | Estadio Monumental, Lima           |                                    |
|                            | León y Vélez 38' · Jiménez 52' |           | 63' Ayoví               | Árbitro(s): Georges Buckley (Perú) | Árbitro(s): Georges Buckley (Perú) |

| 18 de junio de 2011, 16:00 | Independiente del Valle | 1:0 (0:0) | Millonarios | Estadio Alejandro Villanueva, Lima    |                                       |
|                            | Ordóñez 67'             |           |             | Árbitro(s): Víctor Hugo Rivera (Perú) | Árbitro(s): Víctor Hugo Rivera (Perú) |

| 18 de junio de 2011, 18:10 | Flamengo                   | 2:0 (2:0) | América | Estadio Alejandro Villanueva, Lima |                                   |
|                            | Felipe Dias 1' · Nixon 29' |           |         | Árbitro(s): Henry Gambetta (Perú)  | Árbitro(s): Henry Gambetta (Perú) |

### Mejores terceros
| Equipo               | Grupo | Pts | PJ | PG | PE | PP | GF | GC | Dif |
| -------------------- | ----- | --- | -- | -- | -- | -- | -- | -- | --- |
| América              | C     | 4   | 3  | 1  | 1  | 1  | 4  | 5  | –1  |
| Libertad             | A     | 3   | 3  | 1  | 0  | 2  | 4  | 3  | +1  |
| Universidad Católica | B     | 3   | 3  | 1  | 0  | 2  | 4  | 8  | –4  |

## Segunda fase
|  | Cuartos de final | Cuartos de final |              |              | Semifinales            | Semifinales            |  |  | Final       | Final |
|  |                  |                  |              |              |                        |                        |  |  |             |       |
|  | 20 de junio      |                  |              |              |                        |                        |  |  |             |       |
|  |                  |                  |              |              |                        |                        |  |  |             |       |
|  | Nacional         | 0                |              |              |                        |                        |  |  |             |       |
|  | Nacional         | 0                | 22 de junio  |              |                        |                        |  |  |             |       |
|  | América          | 1                |              |              |                        |                        |  |  |             |       |
|  | América          | 1                | América      | 0            |                        |                        |  |  |             |       |
|  | 20 de junio      |                  | América      | 0            |                        |                        |  |  |             |       |
|  |                  | Boca Juniors     | 1            |              |                        |                        |  |  |             |       |
|  | Boca Juniors     | Boca Juniors     | 1            | 2            |                        |                        |  |  |             |       |
|  | Boca Juniors     |                  | 26 de junio  | 2            |                        |                        |  |  |             |       |
|  | Libertad         | 1                |              |              |                        |                        |  |  |             |       |
|  | Libertad         | 1                | Boca Juniors | 1 (2)        |                        |                        |  |  |             |       |
|  | 21 de junio      |                  | Boca Juniors | 1 (2)        |                        |                        |  |  |             |       |
|  |                  | Universitario    | 1 (4)        |              |                        |                        |  |  |             |       |
|  | Alianza Lima     | Universitario    | 1 (4)        | 5            |                        |                        |  |  |             |       |
|  | Alianza Lima     | 23 de junio      |              | 5            |                        |                        |  |  |             |       |
|  | Flamengo         | 1                |              |              |                        |                        |  |  |             |       |
|  | Flamengo         | 1                | Alianza Lima | 0 (4)        | Tercer y cuarto puesto | Tercer y cuarto puesto |  |  |             |       |
|  | 21 de junio      |                  | Alianza Lima | 0 (4)        | Tercer y cuarto puesto | Tercer y cuarto puesto |  |  |             |       |
|  |                  | Universitario    | 0 (5)        |              |                        |                        |  |  |             |       |
|  | Universitario    | Universitario    | 0 (5)        | 3            | América                | 1                      |  |  |             |       |
|  | Universitario    |                  |              | 3            | América                | 1                      |  |  |             |       |
|  | Ind. del Valle   | 0                |              | Alianza Lima | 0                      |                        |  |  |             |       |
|  | Ind. del Valle   | 0                |              |              | 0                      |                        |  |  |             |       |
|  |                  |                  |              |              |                        |                        |  |  | 25 de junio |       |
|  |                  |                  |              |              |                        |                        |  |  |             |       |

### Cuartos de final
| 20 de junio de 2011, 18:00 | Nacional | 0:1 (0:0) | América    | Estadio Monumental, Lima        |                                 |
|                            |          |           | 57' Doncel | Árbitro(s): Manuel Garay (Perú) | Árbitro(s): Manuel Garay (Perú) |

| 20 de junio de 2011, 20:20 | Boca Juniors   | 2:1 (0:1) | Libertad      | Estadio Monumental, Lima           |                                    |
|                            | Unrein 50' 75' |           | 45' Caballero | Árbitro(s): Georges Buckley (Perú) | Árbitro(s): Georges Buckley (Perú) |

| 21 de junio de 2011, 15:00 | Universitario                         | 3:0 (0:0) | Independiente del Valle | Estadio Monumental, Lima                 |                                          |
|                            | La Torre 84' · Polo 86' · Mimbela 88' |           |                         | Árbitro(s): Patricio Loustau (Argentina) | Árbitro(s): Patricio Loustau (Argentina) |

| 21 de junio de 2011, 20:00 | Alianza Lima                                                   | 5:1 (1:1) | Flamengo    | Estadio Alejandro Villanueva, Lima |                                    |
|                            | Soto 32' 70' · Portugal 60' · China 82' (a.g.) · Olascuaga 89' |           | 20' Rafinha | Árbitro(s): Patricio Polic (Chile) | Árbitro(s): Patricio Polic (Chile) |

### Semifinales
| 22 de junio de 2011, 20:00 | América | 0:1 (0:1) | Boca Juniors | Estadio Alejandro Villanueva, Lima |                                   |
|                            |         |           | 43' Imbert   | Árbitro(s): Henry Gambetta (Perú)  | Árbitro(s): Henry Gambetta (Perú) |

| 23 de junio de 2011, 20:00 | Universitario                                       | 0:0 (5:4 p.)               | Alianza Lima                                            | Estadio Monumental, Lima               |  |
|                            |                                                     |                            |                                                         | Árbitro(s): Alfredo Intriago (Ecuador) |  |
|                            |                                                     | Tiros desde el punto penal |                                                         |                                        |  |
|                            | Franco · Ampuero · Polo · López · La Torre · Romero |                            | Hurtado · Soto · Trujillo · Ascues · Hinostroza · Bazán |                                        |  |

### Tercer lugar
| 25 de junio de 2011, 16:00 | Alianza Lima | 0:1 (0:0) | América     | Estadio Alejandro Villanueva, Lima       |                                          |
|                            |              |           | Jiménez 82' | Árbitro(s): Patricio Loustau (Argentina) | Árbitro(s): Patricio Loustau (Argentina) |

### Final
| 26 de junio de 2011, 16:00 | Universitario                     | 1:1 (1:0) (4:2 p.)         | Boca Juniors                         | Estadio Monumental, Lima            |                                     |
|                            | Ampuero 23'                       |                            | 46' Rossi                            | Árbitro(s): Leandro Vuaden (Brasil) | Árbitro(s): Leandro Vuaden (Brasil) |
|                            |                                   | Tiros desde el punto penal |                                      |                                     |                                     |
|                            | Franco · Mimbela · Romero · López |                            | Unrein · Imbert · Achucarro · Flores |                                     |                                     |

| Uniformes     | Uniformes    |
| ------------- | ------------ |
| Universitario | Boca Juniors |

|                                   |
| Bandera de Perú                   |
| Campeón Universitario 1.er título |

## Goleadores
| Jugador            | Equipo               | Goles |
| ------------------ | -------------------- | ----- |
| Cristofer Soto     | Alianza Lima         | 4     |
| Sergio Unrein      | Boca Juniors         | 4     |
| Raúl Jiménez       | América              | 3     |
| Mauro Caballero    | Libertad             | 3     |
| Andy Polo          | Universitario        | 3     |
| Paolo Hurtado      | Alianza Lima         | 2     |
| Juan Martín Imbert | Boca Juniors         | 2     |
| Nixon              | Flamengo             | 2     |
| Rafinha            | Flamengo             | 2     |
| Óscar Ruiz         | Libertad             | 2     |
| Cristhian Alarcón  | Millonarios          | 2     |
| Santiago Romero    | Nacional             | 2     |
| Camilo Peña        | Universidad Católica | 2     |

## Estadísticas finales
| Equipo | Equipo                  | Pts | PJ | PG | PE | PP | GF | GC | Dif | Rend. |
| ------ | ----------------------- | --- | -- | -- | -- | -- | -- | -- | --- | ----- |
| 1      | Universitario           | 9   | 6  | 2  | 3  | 1  | 6  | 5  | +1  | 50,0% |
| 2      | Boca Juniors            | 14  | 6  | 4  | 2  | 0  | 11 | 4  | +7  | 77,8% |
| 3      | América                 | 10  | 6  | 3  | 1  | 2  | 6  | 6  | 0   | 55,6% |
| 4      | Alianza Lima            | 10  | 6  | 3  | 1  | 2  | 12 | 7  | +5  | 55,6% |
| 5      | Nacional                | 7   | 4  | 2  | 1  | 1  | 4  | 2  | +2  | 58,3% |
| 6      | Flamengo                | 5   | 4  | 1  | 2  | 1  | 5  | 7  | –2  | 41,7% |
| 7      | Independiente Del Valle | 4   | 4  | 1  | 1  | 2  | 4  | 7  | –3  | 33,3% |
| 8      | Libertad                | 3   | 4  | 1  | 0  | 3  | 5  | 5  | 0   | 25,0% |
| 9      | Jorge Wilstermann       | 3   | 3  | 1  | 0  | 2  | 2  | 4  | –2  | 33,3% |
| 10     | Universidad Católica    | 3   | 3  | 1  | 0  | 2  | 4  | 8  | –4  | 33,3% |
| 11     | Millonarios             | 2   | 3  | 0  | 2  | 1  | 2  | 3  | –1  | 22,2% |
| 12     | Caracas                 | 1   | 3  | 0  | 1  | 2  | 2  | 5  | –3  | 11,1% |